# Ла-Шатр (округ)
Ла-Шатр (фр. La Châtre) — округ (фр. Arrondissement) во Франции, один из округов в регионе Центр (регион Франции). Департамент округа — Эндр. Супрефектура — Ла-Шатр.
Население округа на 2006 год составляло 33 536 человек. Плотность населения составляет 25 чел./км². Площадь округа составляет всего 1323 км².